# 全米日系人博物館

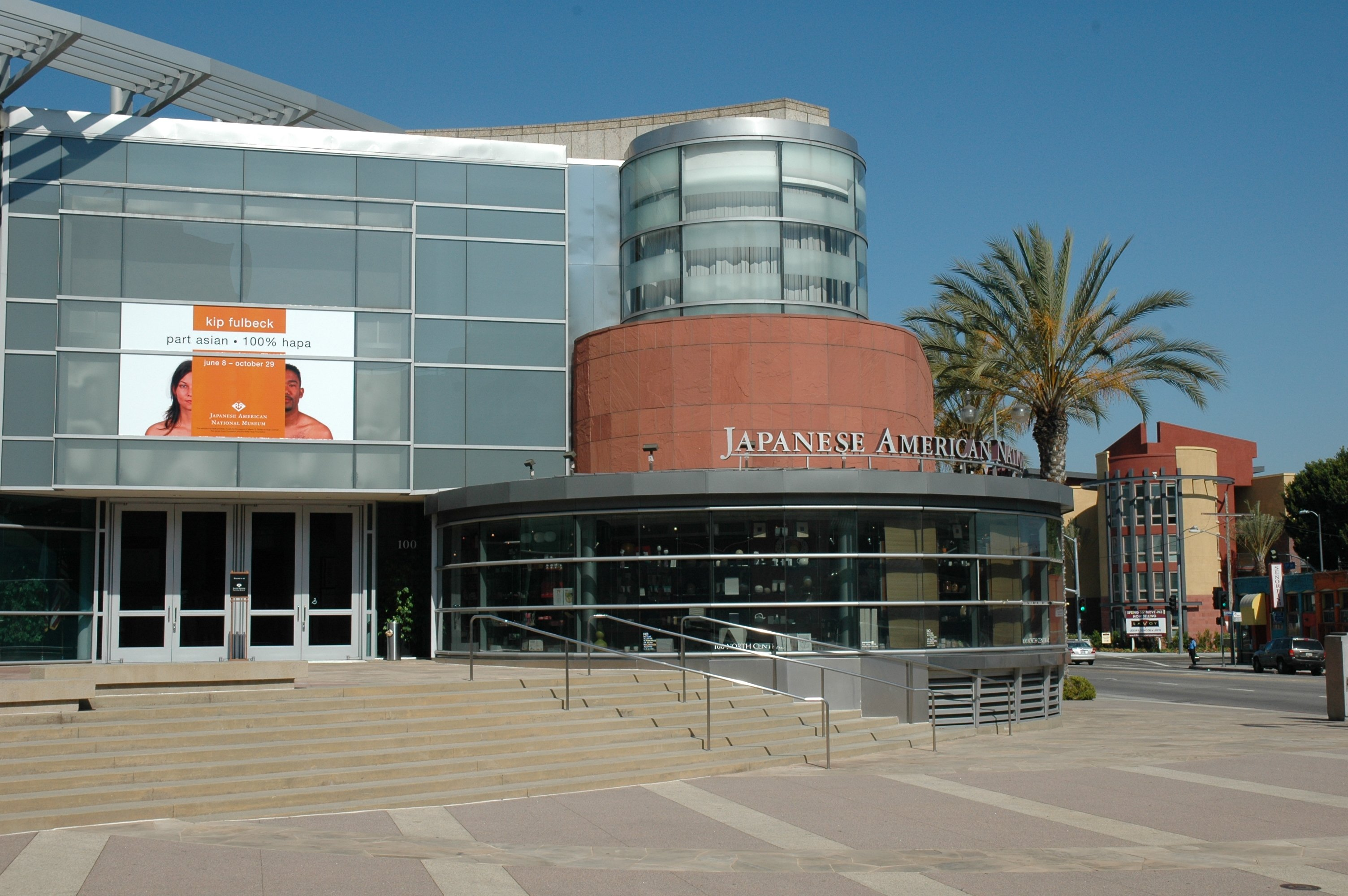
博物館 外観

全米日系人博物館（ぜんべいにっけいじんはくぶつかん、英語：Japanese American National Museum）は、アメリカ合衆国カリフォルニア州ロサンゼルスに所在する、日系アメリカ人の歴史や文化を伝承、展示している博物館である。1988年から2008年までアイリーン・ヒラノが館長を務めた。

## 所在地
ロサンゼルスのダウンタウン近郊のリトルトーキョーに所在する。

## 所蔵品
日系アメリカ人の工芸品、服飾、芸術、写真、オーラル・ヒストリーなど10万点以上を収蔵している。なかでも、日系アメリカ人が撮影した、おもに1920年代−1950年代の8mm、16mm のフィルム映像は貴重な映像資料となっている。

## 主なプロジェクト
ディスカバー・ニッケイ 世界のニッケイコミュニティについて情報を発信する多言語（英語、日本語、スペイン語、ポルトガル語）ウェブサイト。